# 八女市星の文化館
八女市星の文化館（やめしほしのぶんかかん）は、福岡県八女市にある公開天文台である。
九州最大の口径の反射望遠鏡を有している。
略称は、星の文化館。

## 利用案内[2]

### 開館時間
- [月・土・日・祝]10:30～22:00(最終入館 21:30)
- [水・木・金 ]13:00～22:00(最終入館 21:30)

### 休館日
- 毎週火曜日
- 年末年始、祝日 - 春・夏休み期間中は開館

## 施設・観測機材[3]
- 口径65cm反射望遠鏡（ミカゲ光器製）
- 口径100cm反射望遠鏡（西村製作所製）
- プラネタリウム（5m径ドーム メディアグローブΣ 25席）

## 交通アクセス
- JR九州鹿児島本線羽犬塚駅から堀川バス黒木ゆき・柴庵ゆきに乗車し「福島」下車。堀川バス星野ゆきに乗車し「池の山前」下車、徒歩20分（1.6㎞）。
- マイカーの場合、九州自動車道八女インターチェンジから28㎞。